# Коалиция демократического единства
Коалиция демократического единства, порт. Coligação Democrática Unitária, порт. CDU — избирательная коалиция трёх политических партий Португалии: Коммунистической партии, Зелёных и малочисленного Демократического наступления. Впервые сформирована в 1987 для участия в парламентских выборах. В парламенте текущего созыва имеет 16 мандатов.
На президентских выборах 23 января 2011 года коалиция выставила кандидатом Франсиску Лопеша.
На парламентских выборах 30 января 2022 года Коалиция получила 238 962 голоса избирателей (4,3 %) и смогла провести в парламент шесть депутатов. Два года спустя, по результатам внеочередных парламентских выборов 10 марта 2024 года Коалиция демократического единства получила лишь 3,17 % голосов и потеряла два депутатских мандата.
Динамика депутатских мест и голосов избирателей (в процентах)
|  |